# 萨拉奇内斯科
萨拉奇内斯科（義大利語：Saracinesco），是意大利拉齐奥大区罗马首都广域市的一个市镇。总面积11.01平方公里，人口165人，人口密度15.0人/平方公里（2009年）。ISTAT代码为058101。